# Provinz Kazusa

Provinz Kazusa

Kazusa (japanisch 上総国 Kazusa no kuni) war eine der historischen Provinzen Japans auf dem Gebiet der Tokio vorgelagerten Bōsō-Halbinsel der Insel Honshū in der heutigen Präfektur Chiba. Kazusa grenzte an die Provinz Awa und die Provinz Shimousa. Zusammen mit Shimousa wird sie auch Sōshū (総州) genannt.

## Geschichte
Die Provinz entstand im 7. Jahrhundert durch die Aufspaltung der alten Provinz Fusa (総国) in die Provinzen Kami-tsu-Fusa („Ober-Fusa“) und Shimo-tsu-Fusa („Unter-Fusa“). Gegen Ende des 7. Jahrhunderts setzten sich jedoch die Dialektvarianten Kazusa und Shimousa durch. Nach ihren geografischen Positionen wurde Kazusa auch Nansō (南総, dt. „Süd-Fusa“) und Shimousa auch Hokusō (北総, dt. „Nord-Fusa“) genannt. Unter Nansō wird gelegentlich auch Awa miteinbezogen.
Am 2. Tag des 5. Mondmonats 718 wurde der südliche Teil mit den Bezirken (kōri) Asahina (朝夷郡, heute: Asai-gun), Awa (安房郡), Heguri (平群郡, heute: Hei-gun) und Nagasa (長狭郡) als neue Provinz Awa abgetrennt. Am 10. Tag des 12. Mondmonats 741 wurden diese wieder ein-, jedoch bereits 757 wieder ausgegliedert. 1897 wurden diese alle zum Awa-gun vereinigt.

## Provinzhauptstadt und -tempel

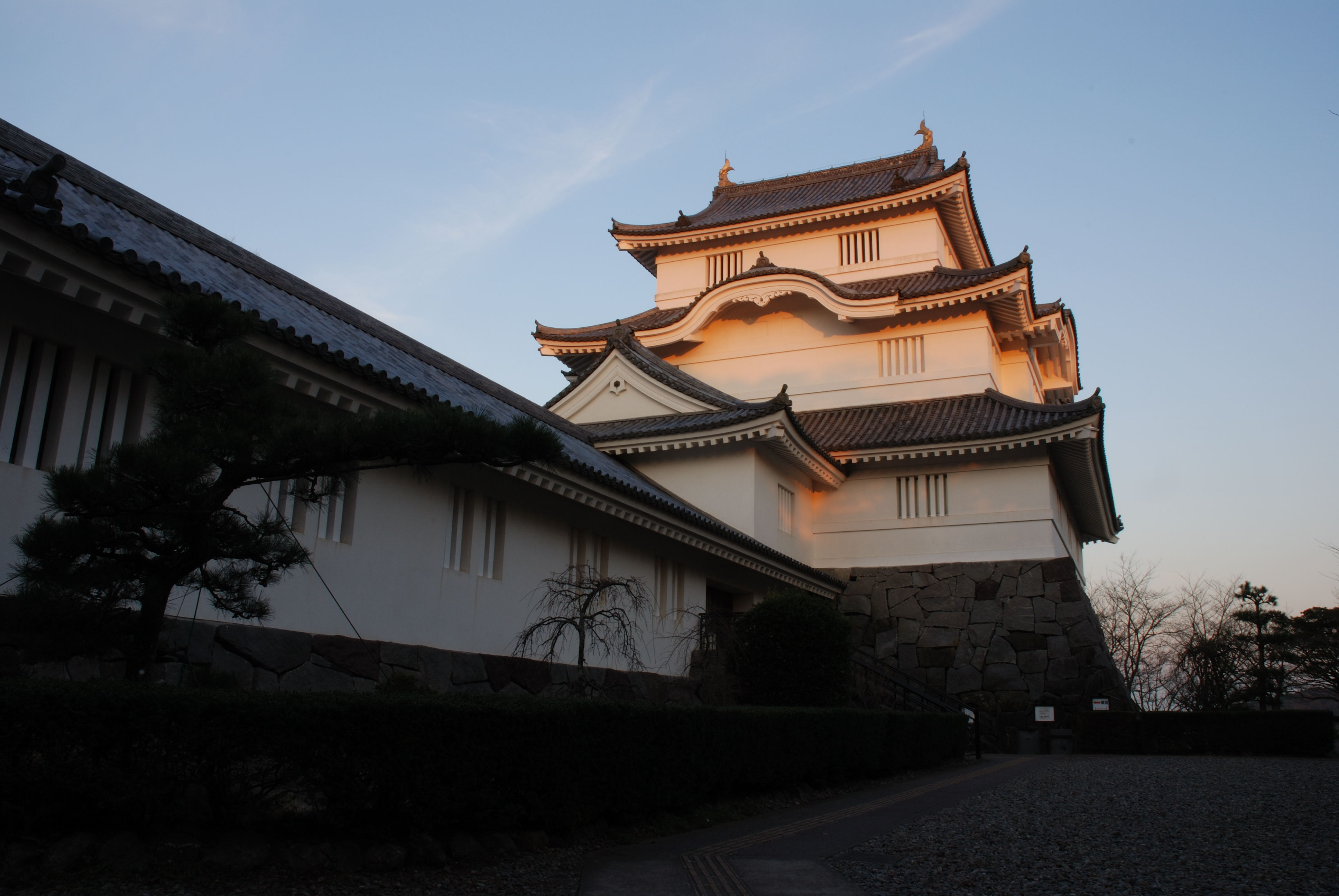
Burg Ōtaki

Die Hauptstadt (Kokufu) war wahrscheinlich bei Ichihara. Während der Provinztempel der Mönche (35° 29′ 49″ N, 140° 6′ 40,1″ O) und der der Nonnen (35° 30′ 0,9″ N, 140° 7′ 5,9″ O) ausgegraben wurden, ist der genaue Standort des Verwaltungssitzes unbekannt. Es gibt aber 3 Kandidaten:
1. Bei Bauarbeiten an der Tateyama-Autobahn wurden in der Nähe des alten Flussbettes des Yōrō-gawa in den Stadtteilen Murakami und Sōja (wobei Sōja einen meist in der Nähe der Hauptstadt liegenden Schrein bezeichnet) passende Überreste aus der Nara- und Heian-Zeit gefunden.
2. Ein weiteres in Frage kommendes Gebiet sind die Stadtteile Kōrimoto und Ichihara. So wurden in der Nähe des Kōrimoto-Hachiman-gū (郡本八幡宮) die Überreste der Bezirksverwaltung ausgegraben. Des Weiteren gibt es zwischen dem Iigaoka-Hachiman-gū (飯香岡八幡宮) – ein Kokufu-Hachiman-gū – und dem Asuwa-Schrein (阿須波神社, Asuwa-jinja) ein Matsuri namens Yanagi-Tate-Shinji (柳楯神事, dt. „Weidenschildritual“), dem eine Verbindung zum Kokufu nachgesagt wird.
3. Der Stadtteil Nōman wurde früher Fuchū genannt, was sich ebenfalls auf Kokufu bezieht. In diesem Stadtteil gibt es den Fuchū-Hiyoshi-Schrein (府中日吉神社, Fuchū-Hiyoshi-jinja), der dann eventuell der Verwaltungssitz war. Vermutlich war Nōman aber nur seit dem Mittelalter die Hauptstadt, wodurch die des Altertums weiterhin unklar bleibt.[1][2]

Ab der Sengoku-Zeit wurde die Region Kazusa von der Burg Ōtaki in Ōtaki aus kontrolliert.

## Lehen
| Lehen      | Daimyō-Familie                                           |
| ---------- | -------------------------------------------------------- |
| Goi        | Arima                                                    |
| Tsurumaki  | Mizuno                                                   |
| Jōzai      | Hayashi                                                  |
| Iino       | Hoshina                                                  |
| Ichinomiya | Kanō                                                     |
| Sanuki     | Naitō → Sakurai-Matsudaira → Nomi-Matsudaira → Abe       |
| Kururi     | Ōsuga-Matsudaira → Tsuchiya → Kuroda                     |
| Ōtaki      | Honda → Abe → Aoyama → Abe → Inagaki → Ōkōchi-Matsudaira |